# Pont Princes
Le pont Princes (Princes Bridge en anglais) est un pont en arc important de Melbourne en Australie qui traverse le fleuve Yarra. Il est construit sur le site de l'un des lieux les plus anciens de traversée d'une rivière en Australie. Il permet le passage de voitures, de tramways et de piétons. Il a été construit en 1888. Il fait partie du Victorian Heritage Register (en).

## Galerie

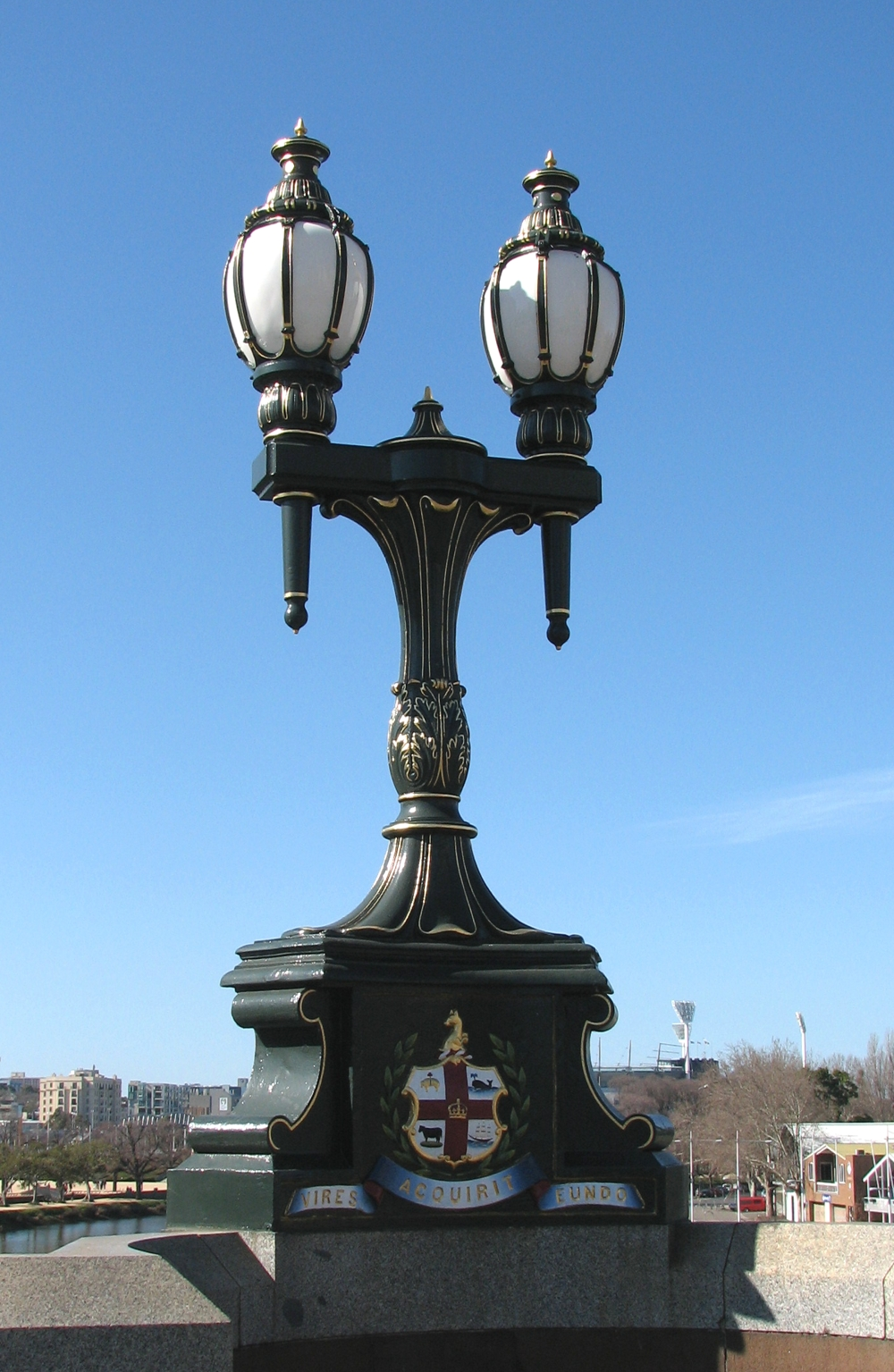
Lampadaire sur le pont.
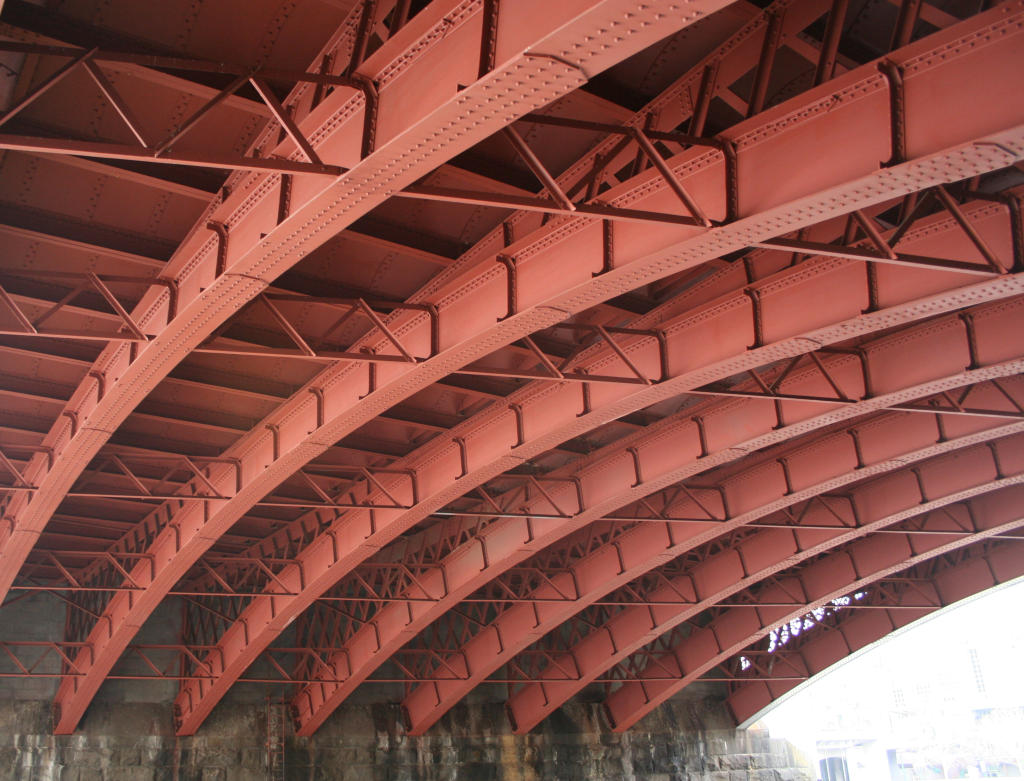
Vue de dessous.
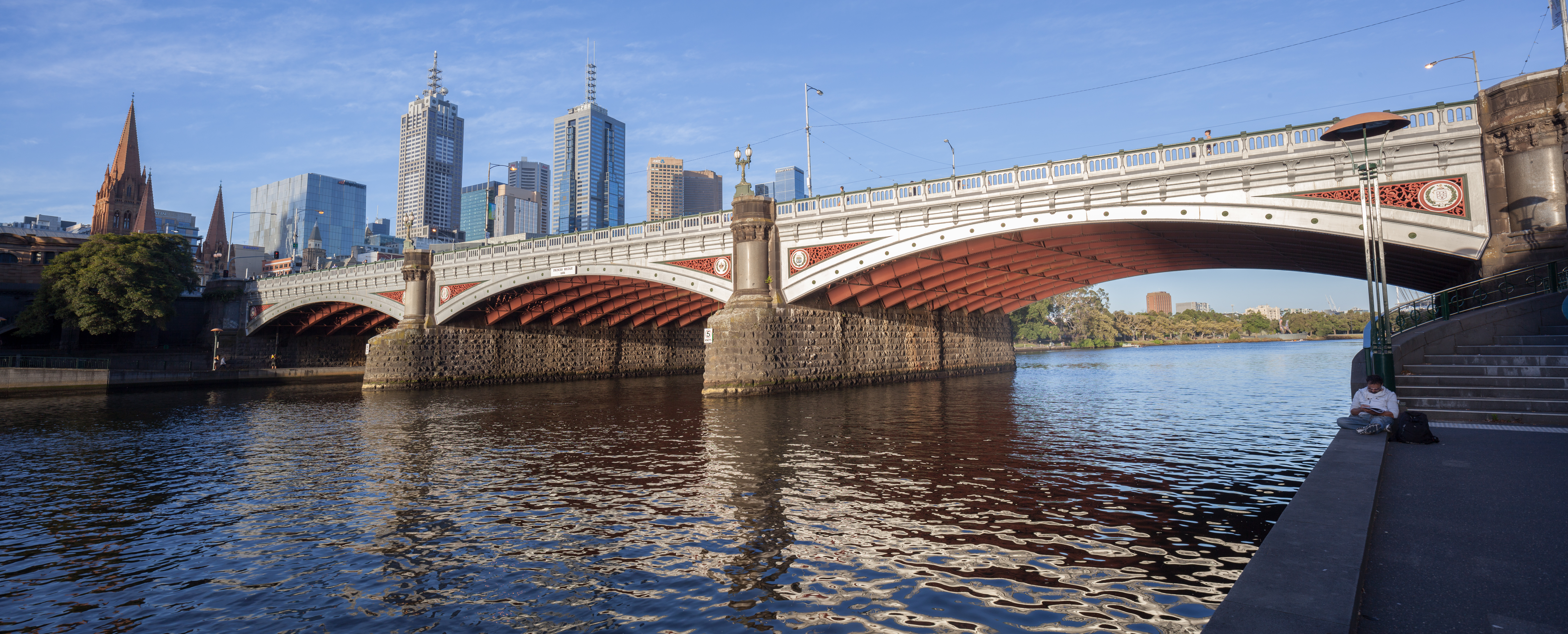
Vue globale du Princes Bridge.

## Annexe